# 720

## Догађаји
- Лето – Цар Лав III обезбеђује византијску границу, позивајући словенске насељенике у опустошене области Тракије (западна Мала Азија). Он предузима низ грађанских реформи и реорганизује структуру тема у Егејском региону. Лавов двогодишњи син Константин V постављен је на престо и ожењен Цицаком, ћерком хазарског владара (кагана) Бихара.
- Омајадско освајање Галије: гувернер Ал-Самх наставља свој поход; он чини Нарбон главним градом муслиманске Септиманије (Јужна Француска) и користи га као базу за разије. Краљ Ардо је убијен и постаје последњи владар Визиготске краљевине Хиспаније. Неки Визиготи одбијају да прихвате муслиманску веру и беже на север у Аквитанију. Ово означава крај Визиготског краљевства.
- Муслиманске снаге под Ал-Самхом започињу дуготрајну опсаду Каркасона, утврђеног визиготског града који се налази у Лангуедоку.
- Краљ Ине од Весекса гради камену цркву у опатији Гластонбери у Сомерсету.
- Омајадско освајање Трансоксијане: Први напад Тургеша на муслимане-Арапе у Трансоксијани доводи до опсаде и ослобађања гарнизона Омајада у тврђави Каср ал-Бахили, близу Самарканда.
- Јазид ибн ал-Мухаллаб, бивши гувернер Ирака, побуни се и поражен је у Басри од стране Омајадских снага под вођством Ал-Абаса ибн ал-Валида и Масламе ибн Абд ал-Малика. Он је ухапшен и касније погубљен.
- 10. фебруар – Калиф Омар II је отрован од стране слуге и умире у Алепу (Сирија) после трогодишње владавине. Наслеђује га његов рођак Јазид II.
- Омајадски калифат достиже свој највећи обим у Шпанији, контролишући све осим малог региона на северу који контролише Краљевина Астурија.
- У кинеској престоници Чангану, током ноћи се урушавају зидови затвореног градског одељења, што неочекивано формира велики базен на отвореном. Ово је највероватније узроковано понором који је настао када је подземна вода еродирала кречњачку подлогу испод. Као последица овога, више од 500 домова је уништено.
- Почиње Трећи рат Тикал-Калакмул.
- Свети Методије Солунски завршио је Закон судни људем извод и превод Еклоге византијских царева Лава III и Константина V.
- Нихон Шоки, једна од најстаријих историјских књига у Јапану, завршена је под уредничким надзором принца Тонерија и уз помоћ О но Иасумаро.
- Друга серија гравитационих интеракција са Сатурном, друга од 1664. пне, поново приморава Кентаур (мала планета) Хирон у нову орбиту, померајући га са орбите на ивицама Сунчевог система у орбиту у близини унутрашњих региона.